# Biella (província)
A província de Biella é uma província italiana da região de Piemonte com cerca de 187 041 habitantes, densidade de 205 hab/km². Está dividida em 82 comunas, sendo a capital Biella.
Faz fronteira a norte, a este e a sul com as províncias de Turim e Vercelli e a oeste com a região Valle d'Aosta.